# Бінья Дала
Бінья Дала (*бірм. ဗညားဒလ, д/н — 1774) — останній володар Відродженого Гантаваді у 1747—1757 роках. В першій половині панування досяг найбільшого розширення, підкоривши рештки імперії Таунгу, але зрештою зазнав поразки від бірманської династії Конбаун.

## Життєпис

### Перший міністр
Походив з монської аристократії, що тривалий час перебувала на службі бірманських намісників Пегу. Про дату народження та молоді роки відомостей обмаль. Замолоду звався Аун Хла. Тривалийч ас перебував в Чіангмаї (колишння держава ланна), де очолював загін вояків на слонах.
1740 року, скориставшись послабленням імперії таунг, Тар Ауннг, намісник Пегу, оголосив себе незалежним володарем. Монська знать, серед очільників якої був Бінья Дала (прибув з Чіангмая), не бажаючи мати бірманського правителя, підняла заколот, вбивши того. Потім Магадгаммараза Діпаті, володар імперії Таунгу, призначив свого стрийка Мін'є Аунгнаїна новим намісником Пегу. Проте повстання монів не припинялося, охопивши Сиріам і Мартабан. Їх підтримали гве-шани. Зрештою мономовний південь здобув самостійність, де було оголошено державу, відому в історії як Віроджене Гантаваді. На чолі постав Смімгто Буддакеті, а Аун Хла став першим міністром. Поступово останній зосереджував в своїх руках все більшої влади. Вдалося розширити володіння на північний схід.

### Володар
1747 року після зречення від влади Смімгто Буддакеті на зборах знаті Аун Хла було оголошено новим царем. Він прийняв тронне ім'я Бінья Дала. Свого молодшщого брата Упаязу призначив спадкоємцем влади, а талановитого полководця талабан призначив головнокомандувачем. Негайно розпочав підготовку до війни з імперією Таунгу, зібравши 60-тисячну армію, до якої увійшли португальські найманці та голландці-ренегати, а також річковий флот.
У 1750 році відновив війну проти Магадхаммарази Діпаті. 1751 року гантавадське військо взяло в облогу Сікайн і Аву. Ворожа столиця впала 22 березня 1752 року, а Магадгаммараза Діпаті потрапив у полон, його було відправлено до Пеґу. В результаті вдалося об'єднати під владою монські та бірманські землі.
Втім Бінья Дала допустив помилку вважаючи війну завершеною, а перемогу остаточною. Він відкликав 2/3 своїх військ на чолі із Упаязою з регіонів Ава та Сікайн. Невдовзі його війська на чолі із Талабаном зіткнулися з серйозним опором, який чинив Алаунпая, мйотуджі (володарем) Шеубо. До грудня 1753 року було втрачено землі колишнього царства Ава. Бінья дала поставив новим головнокомандувачем Нґвегунхму, але той також не мав успіху, в січні 1754 року втратив саму Аву. Водночас Бінья Дала стикнувся зі спробою Боромакота, володаря Аютхаї, захопити Тенасерім на сході.
У березні 1754 року Бінья Дала вирішив відновити втрачені володіння, здійснивши потужний наступ на Алаунпаю. Спочатку він мав успіх, дійшовши до Ави та просувашись вглиб на північ. Втім зрештою зазнав поразки в битві біля М'їньяна й не зміг захопити Аву. Після поразки посилив політику переваги монів над бірманцями, посиливши протистояння між цими націями. Внаслідок цього він нього відсахнулися аванські аристократи, що до того не підтримували Алаунпаю. У відповідь Бінья Дала стратив усіх полонених бірманських полонених, зокрема Магадхаммаразу Діпаті, і почав вимагати від усіх бірманців на півдні носити сережки з печаткою спадкоємця Пегу та стригти волосся на монську моду на знак вірності. більшість місцевої знаті, сільські старости підкорилися цьому.
1755 року перейшов до оборону, що не завадило його суперникові в січні захопити важливе місто П'ї, де було втрачено багато зброї, спорядження та боєприпасів. До травня того ж року захопити гирло Іраваді з містами Гінтхади, М'яунгм'я, Патейн, Тандуе і Дагон (останній ворог перейменував на Янгон — «Кінець боротьби»). У липні 1756 року, незважаючи на допомогу французів в захисті порту Сиріам (ключовий порт та величезний еконмоічний центр держави), той впав. У травні 1757 року Бінья дала зазнав остаточної поразки, втратив Пегу та потрапив у полон. Невдовзі було захоплено Мартабан, де чинив спротив Талабан. Держава Відроджена Гантаваді припинила своє існування. Його було поміщено під домашній арешт в Янгоні, де вів перебував протягом 17 років.
Він прожив під домашнім арештом понад 17 років. У грудні 1774 року Сінб'юшин, володар Бірми, наказав стратити Бінья Далу, підозрюючи в участі у повстанні монів 1773 року, оскільки ті намагалися звільнити полоненого.